# Јован Марић (психијатар)
Јован Марић (Бијељина, 11. август 1941 — Београд, 11. новембар 2023) био је српски психијатар, писац, универзитетски професор и дипломата.

## Биографија
У Бијељини је завршио средњу музичку школу, инструмент клавир и био је градски првак у шаху. Мајка му је дипломирала на Филозофском факултету у Грацу, а отац на Правном факултету на Сорбони.  Пре Другог светског рата отац му је био народни посланик, а 1945. године је стрељан као припадник Југословенске војске у отаџбини и народни непријатељ када је Марић имао три године. Дипломирао је на Медицинском факултету Универзитета у Београду у јуну 1964.
Три године је радио у болници у Бијељини на хирургији као асистент на операцијама и на гинекологији. Био је редовни професор Медицинске етике и Психијатрије на Медицинском факултету, Факултету за специјалну едукацију и рехабилитацију, Стоматолошком факултету Универзитета у Београду, Медицинском факултету Универзитета у Источном Сарајеву, Високе здравствене школе струковних студија у Београду и на Правном факултету Универзитета у Београду. Према сопственим речима, био је први асистент и једини од 18 наставника на катедри психијатрије на Медицинском факултету у Београду који није био члан Савеза комуниста. Пружао је психијатријско вештачење на суду и 12 година је био председник судског психијатријског одбора Медицинског факултета.
Био је управник је дневне клинике у Институту за психијатрију у Београду, аутор више уџбеника и трилогије о Србима.
Политички је био активан у оквиру странке Нова Србија. Прво је службовао као амбасадор у Јужноафричкој Републици од 2006. до 2009. Службовао је и као амбасадор у Нигерији од 2014. до 2016. године када је смењен после негативног публицитета таблоидних медија.
Прележао је ковид.
Три пута се женио и разводио. Из бракова има две кћери и сина.
Преминуо је 11. новембра 2023. године, а сахрањен је 16. новембра 2023. године у Алеји заслужних грађана на Новом гробљу у Београду.

## Одабрана дела
- Anksioznost, nervoze, depresije, 1988.[10]
- Astralna medicina, 1988.[11]
- Klinička psihijatrija : sa okupaciono-radnom terapijom u psihijatriji, 1992.[12]
- Klinička psihijatrija, 1995.[13]
- И то је Јован Марић, са Милошем Јевтићем, 1998.[14]
- Figurae veneris : ljubavne igre u 110 položaja, 2000.[15]
- Ljubav, seks i depresija : mali priručnik za srećniji život, 2000.[16]
- Kakvi smo mi Srbi?. Deo 2, Kuda idu Srbi? : novi prilozi za karakterologiju Srba, 2001.[17]
- Bestidni seks : mali priručnik za vrhunski seks, 2003.[18]
- Psihologija poslovne komunikacije, 2005.[19]
- Muškarac naspram žene, 2012.[20]
- Медицинска етика : за први или други разред медицинске школе : за први разред образовног профила: лабораторијски техничар и фармацеутски техничар : за други разред образовног профила: медицинска сестра-техничар, стоматолошка сестра-техничар, козметички техничар, физиотерапеутски техничар, масер и здравствени неговатељ, 2016.[21]
- Kako sačuvati živce? : sentencoterapija, 2016.[22]